# Prenosilo
Prenosilo (također se naziva transporter) je naprava, uređaj, stroj ili postrojenje za prijenos tereta na manje udaljenosti. Prenosila jednostavnih oblika koriste se od davnine, a suvremena prenosila različitih izvedbi danas su nezaobilazna pri rukovanju teretom neprikladnim za ručno prenošenje, na primjer u obrtničkim radionicama, skladištima, zračnim lukama, željezničkim kolodvorima i lukama, industrijskim postrojenjima, ljevaonicama, brodogradilištima i slično. U osnovi se dijele na prenosila stalne (kontinuirane) dobave, po kojima se materijal neprestano kreće od mjesta prihvaćanja do mjesta odlaganja, i prenosila povremene dobave, kojima se to čini povremeno, po potrebi.

## Prenosila i dizala
Prenosila i dizala su strojevi, postrojenja, uređaji i naprave za prijenos materijala i predmeta, te za rukovanje materijalima i predmetima, a iznimno i za prijevoz ljudi. Ukupan prijevoz (transport) može se razvrstati na javni prijevoz na zemlji, po vodi i u zraku, i na kratki prijevoz. Prema tome, razlikuje se prometna tehnika i tehnika prijenosa. Prenosila i dizala sredstva su su kratkog prijevoza, te pripadaju tehnici prijenosa. 
Potreba za prenosilima i dizalima pojavila se već u vrijeme najstarijih kultura. Povećanje proizvodnje materijalnih dobara, a pogotovo nastojanje da se prijenos materijala i predmeta mehanizira, racionalizira i automatizira, uvjetovali su razvoj prenosila i dizala, kao i to što je tehnika prijenosa sastavni dio proizvodnje i razdiobe dobara. 
Mnogo je različitih radnih područja u kojima su potrebna prenosila i dizala, a također je mnogo različitih radova koje obavljaju prenosila i dizala, pa je zbog toga i potrebno mnogo različitih vrsta prenosila i dizala. Tako se za prijenos i sortiranje sirovina u rudnicima i njihovim dnevnim kopovima, za preradu tih sirovina u poluproizvode u topionicama, velikim kemijskim pogonima, tvornicama cementa i tako dalje, mora osigurati neprestano kretanje golemih količina materijala. U unutarnjem prijenosu metaloprerađivačkih tvornica, brodogradilišta i slično mora se osigurati kretanje materijala, različitih dijelova i konačnih proizvoda između radnih mjesta i proizvodnih odjela. Važni zadaci na području kretanja materijala pojavljuju se i na pretovarnim mjestima u lukama, željezničkim stanicama, zračnim lukamai tako dalje. Na svim pretovarnim mjestima obavlja se utovar, istovar i pretovar kao izdvojeni procesi prijevoza. 
To pokazuje da mora postojati veoma mnogo različitih prenosila i dizala. Njih možemo razvrstati na:
- dizalice (granike) i dizala,
- prenosila povremene dobave,
- prenosila stalne (kontinuirane) dobave,
- žičare i
- specijalna prenosila i dizala.[2]

### Dizalice i dizala
Dizalice i dizala su naprave ili strojevi za dizanje, premještanje i povlačenje tereta. Dizalice su različite namjene pa se razlikuju po obliku, po sastavnim dijelovima, po složenosti konstrukcije, po broju i vrsti pogonskih mehanizama, vrsti pogona i upravljanja, načinu zahvaćanja tereta i tako dalje.

#### Dizalice
Dizalica je naprava ili stroj za dizanje, premještanje i povlačenje tereta. Najstarija naprava za dizanje ili pomicanje tereta jest poluga, s kojom se može s manjom silom podići veći teret, ali je pritom pomak tereta onoliko puta manji koliko je puta teret veći od pogonske sile. Dizalice mogu imati ručni i strojni pogon. Ručni pogon se nalazi samo kod dizalica s rijetkom ili povremenom uporabom, za manje terete i male visine dizanja. Strojni pogon upotrebljava se kod dizalica s učestalom primjenom, za teške terete, velike okomite i vodoravne pomake te za premještanje velikih količina materijala. Danas se najviše primjenjuje električni pogon. Gdje nema u blizini izvora električne energije, primjenjuje se pogon motorom s unutarnjim izgaranjem, uglavnom Dieselovim motorom. U specijalnim slučajevima prikladan je i dizelsko-električni pogon. Prednosti uljnoga hidrauličnog pogona su jednostavnije upravljanje, dobra i stalna regulacija, mekan rad i mnogo manje mase u pokretu. Primarni pokretači hidrauličnog pogona su elektromotor, Dieselov motor i, kod malih dizalica, ručni pogon. Pneumatski pogon primjenjuje se gotovo jedino za stacionarne dizalice malog učinka. Parni pogon je danas praktički napušten.

#### Dizala ili liftovi
Dizala ili liftovi služe za okomiti ili strmi prijevoz osoba i materijala, pa se i dijele na osobna i teretna dizala. Za prijevoz (transport) se koriste otvorene ili zatvorene kabine s mogućnošću zaustavljanja na potrebnom broju stanica. Primjenjuju se u stambenim i poslovnim zgradama, rudnicima, industrijskim postrojenjima, brodovima, na gradilištima i slično. Pogon je uglavnom električni, s pogonskom užnicom i užetima na kojima vise kabina i protuuteg. Za poslovne zgrade iznad 10 katova i stambene zgrade iznad 30 katova koristi se neposredni električni pogon bez reduktora, s brzinama dizanja od 2,5 do 3 m/s a za televizijske tornjeve i do 7 m/s. Za zgrade s manjim brojem katova brzine dizanja su do 2 m/s. Nosivost osobnih dizala u pravilu je od 650 do 2 000 kilograma. Za manje visine dizanja (do približno 20 metara) koristi se i hidraulički pogon, s dizanjem kabine s pomoću hidrauličnog klipa i cilindra, s brzinom dizanja do 0,8 m/s. Dizala su opremljena posebnim uređajima za kočenje kabine koji ju osiguravaju u slučaju puknuća užeta ili prekomjerna povećanja brzine, zatim automatskim uređajima za upravljanje kabinom, za siguran ulazak i izlazak putnika i za usporeno gibanje kabine prilikom polaska i zaustavljanja. Automatski sigurnosni uređaj za zaustavljanje kabine konstruirao je 1852. američki izumitelj Elisha Graves Otis i prikazao njegov rad 1854. tako da je za vrijeme pokusa bio u dizalu. Nakon toga bio je otvoren put izgradnji visokih stambenih i poslovnih zgrada. Prvo dizalo (za 5 osoba) na parni pogon ugradio je u peterokatnicu E. G. Haughwort and Company u New Yorku 1857. Prvo osobno dizalo na električni pogon pušteno je u rad 1889.

### Prenosila stalne dobave
Prenosila stalne dobave, prenosila kontinuirane dobave ili konvejeri postižu vrlo velike dobave materijala, pogonski su troškovi niski, ali ne mogu prenositi teške terete. Njima se prevozi komadni materijal (na primjer sanduci, blokovi) ili sipki materijal (rudača, žito, pijesak). Gravitacijskim prenosilima materijal se kreće niz kosinu pod djelovanjem sile teže. Najjednostavnije su kliznice, kose plohe od drva, plastike ili čelika. Ako nema dovoljno mjesta za postavljanje ravnih kliznica, grade se zavojne kliznice sa žlijebom koji se poput zavojnice ovija oko središnje osi. Padalice su uspravne ili kose cijevi kroz koje pada neosjetljivi sipki materijal. Često su izvedene teleskopski kako bi se mogle prilagoditi visini, a kod većih se visina radi smanjenja brzine spuštanja tereta izvode stepeničasto. Kotrljače su nalik kliznicama, a mjesto klizne plohe imaju niz okretnih valjaka. Motorne kotrljače imaju pogonjene valjke pa se njima može prenositi materijal na vodoravnim putovima i putovima koji se blago uspinju. Pužna prenosila ili pužni transporteri najstarija su prenosila kontinuirane dobave, a služe za prijevoz ili podizanje sipkoga materijala ili tekućine. Takvo je prenosilo na primjer Arhimedov vijak. Tresiva prenosila ili tresivi transporteri imaju žlijeb koji se giba amo-tamo, pa se materijal zbog inercijske sile (tromosti) kreće uzduž žlijeba. Pokretne trake, vrpčasta prenosila ili vrpčasti transporteri prenose sipki materijal ili komadnu robu na vodoravnim ili malo nagnutim vrpcama. Vrpca spojenih krajeva (beskonačna vrpca) kreće se na nosivim valjcima, ili rjeđe na kliznoj ploči, zračnom ili magnetnom jastuku, a može biti tekstilna, gumena, čelična ili žičana. Ta prenosila imaju široku primjenu u rudnicima, metalurškoj, kemijskoj, prehrambenoj industriji, poljoprivredi, u skladištima i drugdje. Ponekad se istodobno upotrebljavaju i kao radna podloga (tekuća vrpca). Lančana prenosila ili lančani transporteri sličnog su načina rada, no različitim su izvedbama prilagođeni posebnim robama i uvjetima prijenosa. Takvi su primjerice žljebasti prenosila, prenosila sa strugalima, povlačna, člankasta, kružna viseća prenosila i drugo. Pneumatska prenosila prenose sipki, a katkad i komadni materijal kroz cjevovod s pomoću struje plinova, najčešće zraka. Usisna pneumatska prenosila zbog ograničenoga su tlaka prikladna za manje udaljenosti i lakše materijale (žitarice, piljevina, ugljena prašina). Tlačna pneumatska prenosila rade s većom razlikom tlakova, pa su prikladna za veće udaljenosti i teže materijale. Pneumatska prenosila za komadnu robu, kakva su na primjer u sustavu pneumatske pošte, prenose (transportiraju) kroz cjevovode robu u posudama, takozvanim patronama. Hidraulična prenosila također koriste cjevovode, kojima se prenosi sipki materijal (ugljen, ruda, pijesak, drvo) strujom tekućine (najčešće vode), iskorištavajući prirodni pad ili tlak pumpe. U skupinu prenosila kontinuirane dobave pripadaju i elevatori i žičare.
Prenosila stalne dobave su uređaji pomoću kojih se materijal neprestano kreće od mjesta prihvaćanja do mjesta odlaganja. To se kretanje može odvijati stalnom ili promjenjivom brzinom, odnosno uz povremene (periodičke) zastoje. Prema tome takva prenosila omogućuju stalni tok materijala. Ona mogu biti nepomična (stacionarna) ili premjestiva (mobilna). Materijal se pomoću tih prenosila kreće vodoravno, koso ili okomito po pravocrtnim ili zakrivljenim putovima. 
Prednosti su mehaničkih prenosila stalne dobave prema prenosilima povremene dobave, odnosno dizalicama, sljedeće: postižu se mnogo veće dobave materijala (do 10 000 m3/h), povoljniji je omjer mase korisnog tereta (svedene na neko vremensko razdoblje) i vlastite mase prenosila, pogonski su troškovi niži i sigurnost pogona veća, a mogu se postići dugački putovi prijenosa materijala, na primjer uzastopnim povezivanjem pojedinih prenosila u jednu cjelinu. Međutim, prenosila stalne dobave ne mogu prenositi teške terete. 
Navedene su prednosti prenosila stalne dobave izrazite kad je prijevoz koji ona ostvaruju uravnoteženo (harmonično) uključen u tehnološki postupak. Vrste materijala koji se prenose, a pogotovo njihova fizikalna svojstva, glavni su čimbenici prema kojima se određuje vrsta i konstrukcija prenosila stalne dobave. 
Pri razmatranju stalne dobave treba razlikovati komadni i sipki materijal. U komadni materijal spadaju pakovana roba i pojedinačni tereti (na primjer sanduci, blokovi, građevinski dijelovi i slično). U sipke materijale spadaju grudasti, zrnati i prašinasti materijali, kao što su rudače, žito, pijesak, cement i tako dalje.
Postoji veoma mnogo različitih vrsta prenosila stalne dobave za prijenos sipke i komadne robe. Jedno je od mogućih njihovih razvrstavanje sljedeće: gravitacijska prenosila, mehanička prenosila bez vučnog dijela (elementa), mehanička prenosila s vučnim dijelom te pneumatska i hidraulička prenosila.

### Prenosila povremene dobave
Prenosila povremene dobave obuhvaćaju podna prenosila, pružna prenosila i sredstva za prijenos (transport) teških tereta. Podna prenosila slobodno se kreću po podu ili ravnim plohama, a služe za vodoravan unutrašnji prijenos u pogonima, skladištima i slično. Najjednostavnija su podna prenosila za prijevoz lakih tereta na male udaljenosti, koja se vuku ili guraju ručno. To su tačke, dvokolice, različiti tipovi kolica i slično. Za veće terete služe motorna kolica, uglavnom električna (akumulatorska), a rjeđe dizelska. Imaju platformu ili koš za smještaj tereta, a upravlja vozač, koji stoji ili sjedi. Njima su nalik i kompozicije koje se sastoje od tegljača za koji se prikapčaju kolica bez vlastitoga pogona. Za vrlo učestali prijevoz koriste se tegljači bez vozača, koji s pomoću automatskog upravljanja voze k odredištu. Podna prenosila s uređajem za podizanje mogu lako i jednostavno obaviti utovar i istovar tereta. Za takav prijevoz, teret mora biti unaprijed složen na paletu, u sanduk ili slično. Za robu koja se slaže jedna do druge služe niskopodizna kolica i niskopodizni viljuškari, koji se podvezu pod teret, podignu ga i prevezu na određeno mjesto. Za teže ili duže terete služe i nadvozna kola, koja s pomoću hvataljki prihvaćaju teret (cijevi, šipke, drvena građa) i smještaju ga u prostor između četiriju voznih kotača. Za rukovanje teretima koje valja smjestiti jedan na drugi, odnosno po visini, služe viljuškari (viličari) i portalna nasložna kola. Čelni viljuškar skida materijal naslagan na paletu tako što pod nju podveze viljušku. Potom se viljuška s teretom podigne i jarbol po kojem se viljuška podiže i spušta nakloni unatrag. Svim kretanjima upravlja vozač, sjedeći ili stojeći na viljuškaru, koji se pogoni elektromotorno ili Dieselovim motorom. Za dugačke terete prikladniji je postrani viljuškar, kojemu je viljuška smještena bočno. Kontejnerima barataju posebni viljuškari, takozvani hvatači kontejnera. Pružna prenosila, to jest vagoni i vlakovi na tračnicama, sve se rjeđe koriste, danas još samo za povremen prijevoz velikih količina materijala na razmjerno velike udaljenosti, na primjer unutar valjaonica, ljevaonica, rudnika i kamenoloma. Za prijevoz vrlo teških tereta (više stotina tona) na kraće udaljenosti koriste se prenosila (vozila) posebnih konstrukcija. Obično su to platforme s vlastitim pogonom ili bez njega, na kotačima ili gusjenicama, koja se kreću po tračnicama, cesti ili terenu.

### Prenosila za prijevoz teških tereta
Za prijevoz teških tereta (više stotina tona), kao što su dijelovi velikih energetskih postrojenja, služe posebno građena prenosila (vozila) različitih konstrukcija koja se kreću po tračnicama ili po cesti. 
Pomoću privjesnih platformi mogu se prevoziti čitave tvornice. Tako je iz Japana preneseno u Saudijsku Arabiju postrojenje za desalinizaciju morske vode. Postrojenje mase oko 4 000 tona moglo se rastaviti u 23 jedinice (modula). Vozilo za prijevoz sastojalo se od 12 pojedinačnih vozila, od kojih su 4 bila pogonske platforme za teške terete, dok su ostala bila privjesne platforme za teške terete. Platforme su se mogle po želji sastavljati jedna pokraj druge ili jedna iza druge i s razmacima do 5 metara. Tri međusobno povezane platforme činile su vozilo nosivosti 360 tona, duljine 29,55 metara, širine 3,3 metra i normalne radne visine 1,4 metar. Jasno je da se sastav od više platformi ne može kretati po normalnim cestama, nego je potrebno izgraditi specijalno proširenje ceste od tvornice do luke i od luke do gradilišta. Pomoću platformi prenesene su sve 23 jedinice postrojenja na palubu pontona, a zatim je pontonom postrojenje prevezeno 7 500 morskih milja do Saudijske Arabije. Tamo se istim postupkom jedinica po jedinica postrojenja prenijela na već priređene temelje udaljene oko 2 kilometara od obale. Budući da su bile na raspolaganju samo privjesne platforme, a ne i pogonske, to su za vuču upotrijebljeni teški podni tegljači.

## Vanjske poveznice
|  | Zajednički poslužitelj ima još gradiva o temi Prenosilo |